# Растоваць (Грубишно Полє)
45°40′ пн. ш. 17°16′ сх. д. / 45.67° пн. ш. 17.27° сх. д.
Растоваць (хорв. Rastovac) — населений пункт у Хорватії, в Б'єловарсько-Білогорській жупанії у складі міста Грубишно-Полє.

## Населення
Населення за даними перепису 2011 року становило 40 осіб.
Динаміка чисельності населення поселення: